# Santurde de Rioja
Santurde de Rioja – gmina w Hiszpanii, w prowincji La Rioja, w La Rioja, o powierzchni 15,43 km². W 2011 roku gmina liczyła 329 mieszkańców.